# لیتا گری
 لیتا گری (انگلیسی: Lita Grey؛ زاده ۱۵ آوریل ۱۹۰۸ – درگذشته ۲۹ دسامبر ۱۹۹۵) هنرپیشه اهل ایالات متحده آمریکا بود. او همسر دوم چارلی چاپلین پس از طلاق میلدرد هاریس بود.
از فیلم‌هایی که وی در آن نقش داشته است، می‌توان به پسربچه اشاره کرد.